# Cyclingteam Join’s – De Rijke/Saison 2016
Dieser Artikel listet Erfolge und Mannschaft des Radsportteams Cyclingteam Join’s – De Rijke in der Saison 2016 auf.

## Erfolge in der UCI Europe Tour
Bei den Rennen der UCI Europe Tour im Jahr 2016 gelangen dem Team nachstehende Erfolge.
| Datum         | Rennen                      | Kat. | Sieger               |
| ------------- | --------------------------- | ---- | -------------------- |
| 14. April     | 1. Etappe Tour of Mersin    | 2.2  | Jan-Willem van Schip |
| 16. April     | 3. Etappe Tour of Mersin    | 2.2  | Ike Groen            |
| 4. Mai        | 1. Etappe Fléche du Sud     | 2.2  | Coen Vermeltfoort    |
| 8. Mai        | 5. Etappe Fléche du Sud     | 2.2  | Coen Vermeltfoort    |
| 22. Mai       | 1. Etappe An Post Rás       | 2.2  | Taco van der Hoorn   |
| 26. Mai       | 5. Etappe An Post Rás       | 2.2  | Wouter Mol           |
| 4. September  | Kernen Omloop Echt-Susteren | 1.2  | Daan Meijers         |
| 12. September | GP Marcel Kint              | 1.2  | Jan-Willem van Schip |
| 28. September | 2. Etappe Olympia’s Tour    | 2.2U | Jan-Willem van Schip |

## Abgänge – Zugänge
| Zugänge              | Team 2015            | Abgänge            | Team 2016      |
| -------------------- | -------------------- | ------------------ | -------------- |
| Luuc Bugter          | Baby-Dump            | Dex Groen          | WV West-Frisia |
| Jordi Sloof          | Westland Wil Vooruit | Timon van Reek     | Unbekannt      |
| Jan-Willem van Schip | Baby-Dump            | Ronan van Zandbeek | Unbekannt      |
|                      |                      | Gino Vierhouten    | Unbekannt      |

## Mannschaft
| Name                 | Geburtstag        | Nationalität |
| -------------------- | ----------------- | ------------ |
| Jetse Bol            | 8. September 1989 | Niederlande  |
| Luuc Bugter          | 10. Juli 1993     | Niederlande  |
| Robbert de Greef     | 27. August 1991   | Niederlande  |
| Matthijs Eversdijk   | 21. Dezember 1992 | Niederlande  |
| Ike Groen            | 31. Mai 1992      | Niederlande  |
| Kobus Hereijgers     | 10. März 1989     | Niederlande  |
| Daan Meijers         | 11. April 1991    | Niederlande  |
| Wouter Mol           | 17. April 1982    | Niederlande  |
| Jordi Sloof          | 2. September 1995 | Niederlande  |
| Jordi Talen          | 29. Mai 1996      | Niederlande  |
| Taco van der Hoorn   | 4. Dezember 1993  | Niederlande  |
| Jan-Willem van Schip | 20. August 1994   | Niederlande  |
| Coen Vermeltfoort    | 11. April 1988    | Niederlande  |